# International Compact with Iraq
International Compact with Iraq, ICI, är Iraks regeringsinitiativ för utrikespolitik från 2006. Det leds av FN och Iraks regering med stöd av Världsbanken. ICI har följts upp av Irak-konferensen i Stockholm 2008.
Målet är att Irak år 2011 ska vara demokratiskt, federalt, enat och i fredstillstånd.